# Solanum leucodendron
Solanum leucodendron är en potatisväxtart som beskrevs av Otto Sendtner. Solanum leucodendron ingår i släktet skattor som ingår i familjen potatisväxter. Inga underarter finns listade i Catalogue of Life.